# Recomiendo Chile
Recomiendo Chile es un programa de investigación y difusión creado por Alejandro Novella. La serie documental se estrenó el año 2008 por las pantallas de la señal abierta de Canal 13.
Anteriormente entre 2008 y 2013, Recomiendo Chile se transmitía todos los domingos. En 2013 se cambió la semana sábado en el bloque Sábado de reportajes. Tras el fin de Sábado de reportajes en 2019, se emite en el bloque Cultura tarde del mismo canal.

## Equipo
- Alejandro Novella, Creador, director y productor ejecutivo
- Claudia Spuler Luna, producción ejecutiva
- Bernardita Bustos, investigación y producción de contenidos

## Chefs
- Alonso Barraza
- Álvaro Lois
- Eugenio Melo
- Paula Larenas
- Luis Layera
- David Barraza
- Claudia Patiño
- Carlos Carmona
- Guillermo Rodríguez
- Mikel Zulueta
- Tomás Olivera
- Carlo von Mühlenbrock
- Claudia Valdivia
- Hernando Gutiérrez
- José Luis Dolarea
- Jorge Caro
- Enrique Araya
- Sebastian Salas
- Juan Manuel Pena Passaro